# Haifa (Schiff)
Die Haifa war eine Fregatte der Israelischen Marine. Sie wurde erstmalig 1940 als Geleitzerstörer der 86 Einheiten umfassenden Hunt-Klasse der Royal Navy in Dienst gestellt und im Zweiten Weltkrieg um die Britischen Inseln und im Mittelmeer eingesetzt. In dieser Zeit wurde das Schiff mit den Battle Honours „North Sea 1941–45“, „English Channel 1942–43“, „Sicily 1943“, „Salerno 1943“, „Mediterranean 1943“ und „Normandy 1944“ ausgezeichnet.

Der Geleitzerstörer wurde 1948 der Chinesischen Nationalregierung als Lin Fu zur Verfügung gestellt, aber schon 1949 von der Royal Navy wieder übernommen und kurz im Fernen Osten eingesetzt.
Auf dem Rückmarsch nach Großbritannien wurde das Schiff an Ägypten verkauft. Bei einem Angriff auf Haifa während der Suez-Krise wurde das jetzt den Namen Ibrahim el Awal führende Schiff am 31. Oktober 1956 von der israelischen Marine erobert. Das erbeutete Schiff wurde als Ausbildungsschiff Haifa (K-38) in Dienst genommen und später als Zielschiff versenkt. Die Haifa gehörte zu den 31 Schiffen der Hunt-Klasse, die auch für eine andere als die britische Marine zum Einsatz kamen. Als einziges Schiff der Klasse wurde sie von drei weiteren Staaten eingesetzt.

## Geschichte
Die Mendip gehörte zur ersten Gruppe der Hunt-Geleitzerstörer, von denen die ersten 20 Stück im letzten Friedens-Bauprogramm 1939 enthalten waren. Sie wurde am 17. April 1939 bei der Werft Swan Hunter in Wallsend bestellt, die vor dem Krieg vier Bauaufträge für Zerstörer dieser Klasse erhielt. Insgesamt fertigte diese Werft mit 16 Schiffen die größte Zahl dieser Klasse.
Die Kiellegung der Mendip erfolgte als Neubau mit der Baunummer 1577 am 10. August 1939 zusammen mit dem Schwesterschiff Meynell. Die beiden anderen Neubauten wurden im Juni 1940 begonnen. Das Schiff lief dann am 9. April 1940 vom Stapel und wurde am 16. Oktober 1940 an die Royal Navy abgeliefert, die zuvor schon zehn Schiffe der Klasse erhalten hatte.

### In der Royal Navy
Die Mendip hatte einen unglücklichen Beginn ihrer Einsatzzeit bei der Home Fleet, da bei den ersten Übungen eine eigene Wasserbombe zu früh explodierte. Fünf Mann kamen ums Leben und der Zerstörer wurde am Heck stark beschädigt. Die notwendigen Reparaturarbeiten bei Smith’s Dock in Middlesbrough dauerten über drei Monate, so dass erst ab dem 18. Februar 1941 das Basistraining in Scapa Flow fortgesetzt werden konnte. Am 30. März wurde der Geleitzerstörer der „21st Destroyer Flotilla“ in Sheerness zugeteilt, bei der sie drei Jahre in der Konvoi-Sicherung und für Überwachungsfahrten in der Nordsee und im Ärmelkanal zum Einsatz kam. Anfangs bestand die Flottille aus dem älteren Flottillenführer Campbell, sechs Hunt-Zerstörern und drei alten Zerstörern der V- und W-Klasse. Dabei kam es gelegentlich zu deutschen Luftangriffen, hauptsächlich jedoch zu Angriffen deutscher Schnellboote, die meist abgewehrt werden konnten, wie in der Nacht zum 25. Januar 1943, als es Mendip und Windsor vor Lowestoft gelang, 16 angreifende S-Boote der 2., 4. und 6. S-Flottille bei einem Angriffsversuch gegen den von ihnen geschützten Konvoi abzudrängen. Unterstützung von Minenoperationen oder offensive Unternehmungen, wie eine Beschießung von Dieppe im Juli 1941 zusammen mit den Schwesterschiffen Cattistock und Quorn waren selten.
Von September 1942 bis Mitte Oktober 1943 war die Mendip das Schiff des Flottillenführers.

#### Einsätze im Mittelmeer
Mit dem Truppengeleitzügen WS31 und KMF17 verlegte die Mendip im Juni 1943 zusammen mit dem Leichten Kreuzer Uganda, den Zerstörern Arrow, Viceroy, Wallace, Witherington und Woolston sowie den Geleitzerstörern Blankney, Blencathra, Brecon, Brissenden, Hambledon und Ledbury ins Mittelmeer, um an der Unterstützung der alliierten Landung auf Sizilien teilzunehmen (Operation Husky). Bei der Support Force East wurde der Zerstörer Mendip zur Luftabwehr und zur Abwehr von U- und S-Boots-Angriffen eingesetzt. Nach zehn Tagen Einsatz vor dem Landungsabschnitt wurde das Schiff nach Algier abgezogen und dann zur Konvoisicherung im westlichen Mittelmeer zwischen Nordafrika und Gibraltar eingesetzt. 

Auch bei der folgenden Landung auf dem italienischen Festland bei Salerno (Operation Avalanche) kam der Geleitzerstörer mit der 21. Flottille mit zwölf weiteren Hunt-Zerstörern, darunter die griechische Pindos, zum Einsatz. Als Teil der „Northern Attack Force“ (Task Force 85) geleitete sie mit den Geleitzerstörern Brecon und Blankney einen Konvoi von Panzerlandungschiffen von Bizerta nach Salerno. Bei einem deutschen Luftangriff am 11. Oktober erlitt das Schiff durch einen Nahtreffer einen Maschinenschaden, der die Steuerbordwelle beschädigte. Nur bedingt einsatzfähig mit beschränktem Maschineneinsatz unterstützte die Mendip einen weiteren Tag die gelandeten Truppen mit ihrer Hauptartillerie, ehe sie nach Malta zu einer ersten Reparatur verlegte. Mit weiterhin beschränkter Geschwindigkeit verlegte der Geleitzerstörer dann nach Gibraltar zur endgültigen Instandsetzung. Während der Reparatur verlor der Zerstörer seine Aufgabe als Flottillenführer durch einen Kommandantenwechsel.

Ende des Monats war der Geleitzerstörer wieder voll einsatzbereit und sicherte mit Brecon, Blankney und Haydon den Schleppzug des vor Salerno schwer beschädigten Schlachtschiffs Warspite durch das Mittelmeer auf dem Weg nach Großbritannien.
Die Mendip blieb bis Anfang Mai 1944 im Mittelmeer im Einsatz und diente vorrangig in der Konvoisicherung in verschiedenen Abschnitten der Nachschubsicherung der in Italien vorrückenden alliierten Truppen. Gelegentlich wurde sie auch zur Artillerieunterstützung an der italienischen Westküste angefordert.

#### Erneut in Großbritannien stationiert
Nach der Rückkehr des Schiffes nach Großbritannien wurde das Schiff nach erfolgter Überholung den Sicherungskräften für die Landung in der Normandie zugeteilt. Die Mendip bildete mit zwei Sloops und zwei Fregatten der Captain-Klasse eine Sicherungsgruppe. Mit dieser 111th Escort Group sicherte der Geleitzerstörer bei der Invasion in der Normandie den „Joined Assault Convoy EBP1“ mit amerikanischen Truppen vom Bristol Channel über den Solent zum Landungsabschnitt Omaha Beach. Das Schiff konnte über 400 Mann von einem nach Minentreffer sinkenden Transporter retten. Bis Ende Juni blieb das Schiff von Plymouth aus zur Sicherung der Nachschubtransporte im Landungsbereich im Einsatz. Nach einer notwendigen Überholung erst gegen Ende November 1944 wieder einsatzbereit bei der 21. Zerstörerflottille in Sheerness und sicherte dann bis zum Kriegsende Transporte in der Südlichen Nordsee und aus der Themsemündung nach Antwerpen.
Nach dem Kriegsende wurde die Mendip ab Juli 1945 in Schottland zur Bewachung und Vernichtung der deutschen U-Boot-Flotte eingesetzt (Operation Deadlight). Im Januar 1946 kehrte das Schiff nach Sheerness zurück, um außer Dienst gestellt zu werden. Am 25. Januar wechselte dabei die Besatzung auf die Bleasdale, die für die „Nore Local Flotilla“ wieder in Dienst gestellt wurde. 

Die Mendip wurde in Harwich aufgelegt und zwei Jahre später am 21. Januar 1948 für die Abgabe an China wieder aktiviert.

### Als chinesischer ZerstörerLin Fu
1948 Übernahm die nationalchinesische Marine die generalüberholte Mendip auf Leihbasis für fünf Jahre. Der Geleitzerstörer sollte zusammen mit dem angekauften Leichten Kreuzer Aurora nach China verlegen. Die Besatzungen wurden aus chinesischen Marinesoldaten gebildet, die im Rahmen von britischer Ausbildungshilfe sich in Großbritannien befanden. Große Teile waren unter Chinesen, die sich in Großbritannien befanden, angeworben worden. Der Zerstörer erhielt den Namen Lin Fu zu Ehren des 1947 im Chinesischen Bürgerkrieg gefallenen Generals Zhang Lingfu der nationalchinesischen Streitkräfte. Am 26. Mai 1948 verließen der in Chung King umbenannte Kreuzer und die Ling Fu Portsmouth zum Marsch nach China über Malta, den Suezkanal und Singapur. Auf dem Weg liefen die beiden chinesischen Schiffe auch weitere Häfen an, um Werbung für die nationalchinesische Seite zu betreiben Am 28. Juli 1948 trafen die beiden Schiffe in Hongkong ein, wo es disziplinäre Probleme gab. Nicht alle Besatzungsmitglieder waren bereit, sich auf nationalchinesischer Seite am Bürgerkrieg zu beteiligen.
Nachdem am 25. Februar 1949 die Besatzung der Chung King mit ihrem Kreuzer aus Shanghai zu den Kommunisten übergelaufen war, bestanden die Briten auf der Verlegung der nur ausgeliehenen Ling Fu nach Hongkong und übernahmen das Schiff am 29. Mai 1949 wieder in den Dienst der Royal Navy. Bemannt wurde der jetzt als Fregatte bezeichnete Geleitzerstörer vor allem mit Teilen der Besatzung des in den Yangtse-Vorfall verwickelten Zerstörers Consort, der dringend überholt werden musste.

### Unter ägyptischer Flagge
Wieder als Mendip befand sich die Fregatte auf dem Rückmarsch nach Großbritannien, als er am 9. November 1949 in Alexandria an Ägypten verkauft wurde. Dort wurde das Schiff schon am 15. November in Mohammed Ali el Kebir umbenannt. Namensgeber war Muhammad Ali Pascha, Herrscher Ägyptens von 1805 bis 1848 und der Begründer der in Ägypten (bis 1953) herrschenden Dynastie.

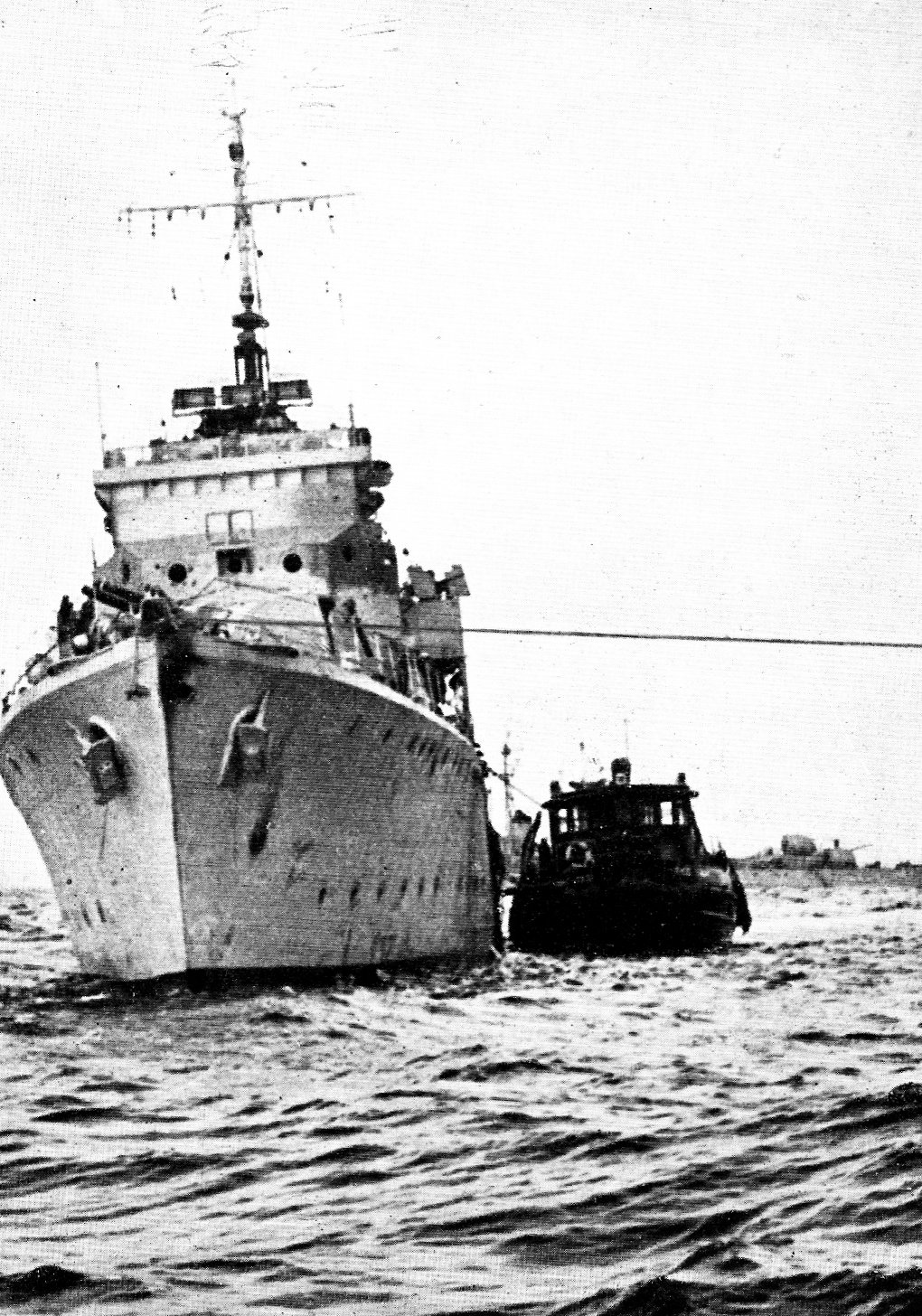
Einschleppen der gekaperten Ibrahim el Awal

Im Juli 1950 lieferte die Royal Navy mit der bei Yarrows gebauten Cottesmore einen weiteren Hunt-Zerstörer an die Ägyptische Marine, der dort den Namen Ibrahim El Awal erhielt. Namensgeber war Ibrahim Pascha, Herrscher Ägyptens 1848 und bedeutendster Militärführer Ägyptens der Neuzeit.
1951 tauschten die beiden ägyptischen Schiffe ihre Namen.
Während der Suez-Krise 1956, steuerte die Ibrahim el Awal (ex Mendip) am 30. Oktober 1956 Haifa an und begann die israelische Hafenstadt zu beschießen. Der im Hafen als Sicherungsschiff der dortigen Öllager liegende moderne französische Zerstörer Kersaint erwiderte das Feuer der Ibrahim el Awal, erzielte aber keine Treffer. Dennoch zog sich das ägyptische Schiff nach Norden Richtung Syrien zurück. Die Verfolgung des Schiffes nahmen die aus dem Süden mit hoher Geschwindigkeit anlaufenden israelischen Zerstörer Yaffo und Eilat, beide gerade von der Royal Navy übernommen, die allerdings aus großer Distanz auch keine Treffer erzielten. Zwei angreifende Ouragans der israelischen Luftwaffe stoppten schließlich das fliehende Schiff, das sich nach dem Totalausfall der Elektrik nicht mehr verteidigen konnte und nicht mehr steuerbar war. Der Kommandant kapitulierte und Enterkommandos der Zerstörer besetzten das Schiff, das nach Haifa eingeschleppt wurde. Die vorbereitete Selbstversenkung war misslungen.

### Unter israelischer Flagge alsHaifa

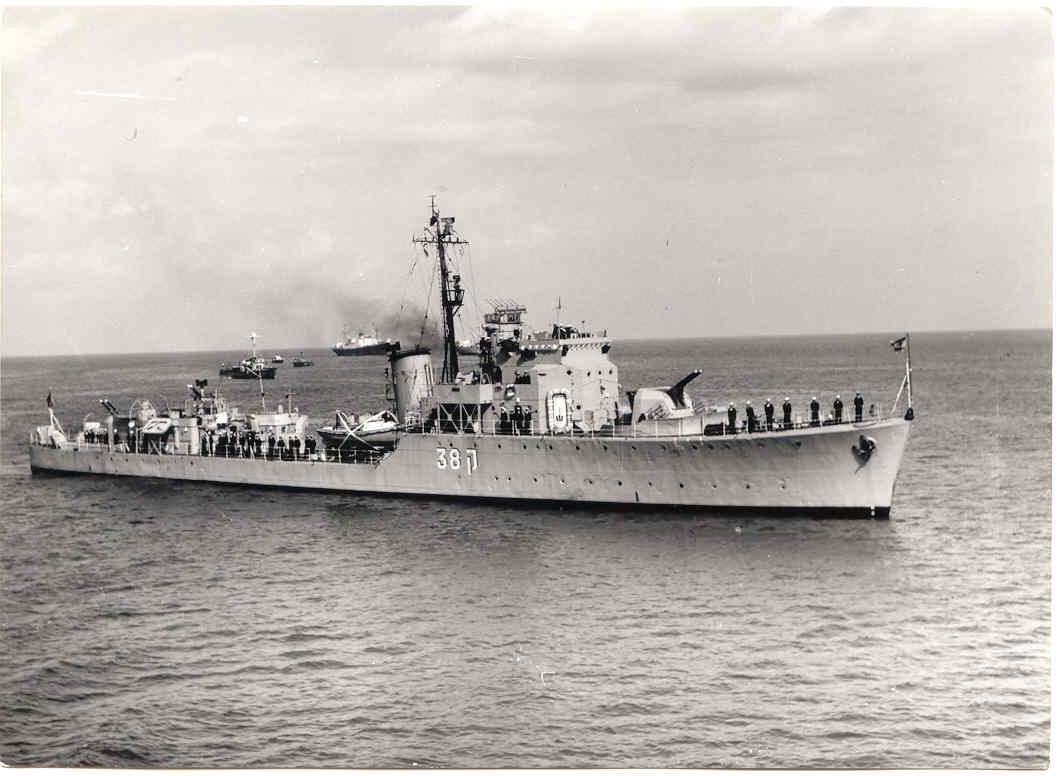
Das Schulschiff Haifa beim Einlaufen in Ajaccio 1961

Die vor Haifa erbeutete Fregatte wurde nach Instandsetzung im Januar 1957 von der Israelischen Marine als Haifa übernommen. Ab 1960 diente sie auch als Ausbildungsschiff und machte verschiedene Auslandsreisen. So besuchte sie 1961 Malta, Ajaccio, Neapel und Messina.

Während des Sechstagekriegs 1967 diente sie als U-Boot-Abwehr-Fregatte vor Haifa und jagte das vor dem Hafen wachende ägyptische U-Boot, bis es zurückgezogen wurde. Möglicherweise war es durch die Angriffe der israelische Fregatte beschädigt worden.
1968 wurde die Haifa (ex Mendip) aus dem aktiven Dienst gestrichen. Als Zielschiff soll sie mit einem Gabriel-Flugkörper von dem neuen Flugkörperschnellboot Haifa versenkt worden sein.

Im Clandestine Immigration and Naval Museum in Haifa sind einer der 4-inch-Zwillings-Türme
und ein Wasserbombenwerfer der Haifa ausgestellt.